# Lykken er
"Lykken er" hette Norges bidrag till Eurovision Song Contest 1971, och sjöngs på norska av Hanne Krogh. Sången är en upptempolåt.
Under veckan inför tävlingen sågs Hanne Krogh sjunga låten på toppen av en klippa, på tak och på piren i sin hamnstad, och sprang omkring med traktens barn. Under tävlingen uppträdde hon i balklänning och parasoll.
Låten startade som 18:e och sista bidrag den kvällen, efter Finlands Markku Aro & Koivistolaiset med "Tie uuteen päivään". Vid slutet av omröstningen hade låten fått 65 poäng, och slutade på 17:e plats av 18 bidrag. Det höga poängtalet för en så låg placering berodde på dåtidens röstningssystem, där varje deltagande bidrag garanterades minst 34 poäng.

## Listplaceringar
| Lista (1971) | Topplacering |
| ------------ | ------------ |
| Norge        | 5            |

### Fotnoter
1. ↑  ”Listplacering”. http://norwegiancharts.com/showitem.asp?interpret=Hanne+Krogh&titel=Lykken+er&cat=s. Läst 14 maj 2011.